# Ronde Tafel — Vrij Georgië
De Ronde Tafel - Vrij Georgië (Georgisch: მრგვალი მაგიდა — თავისუფალი საქართველო, Mrgvali Magida — Tavisoepali Sakartvelo) of kortweg Ronde Tafel, was een politieke alliantie in Georgië van zeven partijen onder leiding van Zviad Gamsachoerdia. De alliantie speelde een beslissende rol bij het herstel van de Georgische onafhankelijkheid van de Sovjet-Unie en was van november 1990 tot de staatsgreep van december 1991 de regerende coalitie.

## Geschiedenis

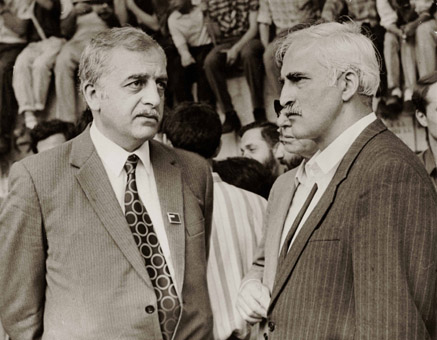
Zviad Gamsachoerdia en Merab Kostava leidden de nationale beweging naar onafhankelijkheid.

De alliantie vond zijn oorsprong in de Georgische onafhankelijkheidsbeweging in de jaren 80 van de 20e eeuw. Het was de periode van glasnost en perestrojka, de frisse wind die Michail Gorbatsjov probeerde te laten waaien in de Sovjet-Unie. In de Georgische sovjetrepubliek ontstonden in deze periode tientallen maatschappelijke verenigingen die zich zouden omvormen tot politieke partijen. De roep om het herstel van de onafhankelijkheid werd versterkt toen het Sovjet-leger op 9 april 1989 hardhandig een anti-Sovjet-demonstratie in Tbilisi beëindigde. Spil in deze onafhankelijkheidsbeweging waren onder andere de dissidenten Merab Kostava, Zviad Gamsachoerdia en Giorgi (Gia) Tsjantoeria.
Begin 1990 stond Gorbatsjov de sovjetrepublieken toe verkiezingen te houden. De Georgische Communistische Partij wilde deze aanvankelijk al in maart 1990 organiseren, maar de oppositie wilde meer tijd en dreigde de verkiezingen te boycotten. Kandidaten trokken zich massaal terug. Uit vrees voor gebrek aan legitimiteit verplaatste de communistische partij de verkiezingen naar het najaar van 1990. Regionaal gebonden partijen werden door de communistische Opperste Sovjet uitgesloten van deelname aan de verkiezingen, wat vooral onder de Osseten kwaad bloed zette, omdat zij dit zagen als een manier om hun politieke participatie uit te schakelen.

### Oprichting alliantie
Na een mislukte poging van verschillende Georgische pro-onafhankelijkheidsorganisaties om zich te verenigen, richtte Gamsachoerdia met gelijkgezinde groepen medio mei 1990 de alliantie Ronde Tafel — Vrij Georgië op. De alliantie riep op tot een vreedzame overgang naar onafhankelijkheid door deelname aan de verkiezingen voor de Hoge Raad in oktober 1990. Ze behoorde tot de radicale en revolutionaire vleugel van de nationale beweging, die geloofde dat de communisten het beste met "hardvochtig pragmatisme" bij de stembus verslagen moesten worden om de macht zo snel mogelijk over te nemen. Een ander deel van de nationalistische oppositie, waaronder de Nationaal-Democratische Partij van Tsjantoeria, vond juist dat de verkiezingen geboycot moesten worden en organiseerde een parallelle verkiezing voor een Nationaal Congres.
De Ronde Tafel betoogde dat deelname aan de centrale verkiezingen internationale legitimiteit voor de Georgische onafhankelijkheid zou opleveren. De alliantie werd gekenmerkt door zogeheten electoraal pragmatisme met een formule die erop was gericht om verkiezingen te winnen. Het recept kreeg navolging in de Georgische politiek van onder meer de Burgerunie van Edoeard Sjevardnadze. De winnende formule van een electorale alliantie van verschillende partijen die als een blok aan verkiezingen meedoen werd stelselmatig overgenomen in de Georgische politiek. Niet zelden zat hier geen ideologische eenheid achter, maar was dit gedreven door de behoefte van zwakkere partijen om via de lijst van een sterkere partij in het parlement te komen.

### Regeren
De Ronde Tafel won 54 procent van de stemmen in de eerste meerpartijen parlementsverkiezing in de geschiedenis van Sovjet-Georgië en behaalde een ruime meerderheid in het wetgevende orgaan. Ondertussen hadden tientallen andere organisaties ervoor gekozen om gezamenlijk hun eigen verkiezingen te organiseren voor een alternatief wetgevend orgaan, het Nationaal Congres. Na de officiële verkiezingen vormde de Ronde Tafel een kabinet onder leiding van Tengiz Sigoea en werd Gamsachoerdia benoemd tot voorzitter van de Hoge Raad. Hij werd daarmee hoofd van de Georgische sovjetrepubliek.
Een van de eerste daden was het hernoemen van de Georgische Socialistische Sovjetrepubliek in 'Republiek Georgië' en het verwijderen van elke referentie aan 'socialisme' of 'Sovjet'. Ook begon de Ronde Tafel meteen met het ontmantelen van de Sovjetstructuur in Georgië en werd het proces naar onafhankelijkheid ingezet. De pro-onafhankelijkheidskoers van Gamsachoerdia en zijn nationalistische aanhang had eerder al tot frictie geleid met de Osseten in Zuid-Ossetië. Zij verklaarden zich in december 1990 niet meer ondergeschikt aan Tbilisi, waarna Gamsachoerdia de autonomie van Zuid-Ossetië introk. Het was de laatste stap in de escalatie van het Georgisch-Ossetisch conflict en in januari 1991 begon de burgeroorlog in Zuid-Ossetië.

### Onafhankelijkheid

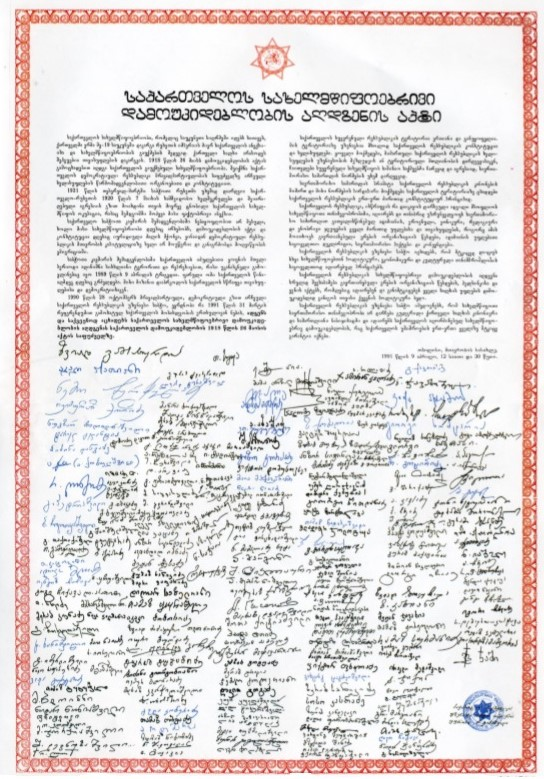
De Ronde Tafel bracht Georgië naar de onafhankelijkheid. De onafhankelijkheidsverklaring werd door het parlement getekend.

Het centrale Sovjetleiderschap in Moskou organiseerde op 17 maart 1991 een nationaal referendum met de vraag aan alle Sovjetburgers of ze de Sovjet-Unie in deze of gene vorm in stand wilden houden. De Hoge Raad onder leiding van de Ronde Tafel hield de organisatie ervan in Georgië tegen. In plaats daarvan organiseerde Georgië op 31 maart 1991 een referendum over het herstel van de Georgische staat, op basis van de akte van onafhankelijkheid van 26 mei 1918 van de Democratische Republiek Georgië. Vertegenwoordigers van de Ronde Tafel hielden bijeenkomsten met burgers om steun te verwerven voor de onafhankelijkheid.
De referendumvraag werd vrijwel unaniem bevestigd, met uitzondering van de Osseten en Abchaziërs, die het referendum boycotten. Tegelijkertijd met het referendum werden gemeenteraadsverkiezingen gehouden, die door de Ronde Tafel werden gewonnen. De regering riep vervolgens op 9 april 1991 de onafhankelijkheid van Georgië uit. Op 14 april werd het presidentschap ingevoerd. Gamsachoerdia werd zes weken later op de symbolische datum 26 mei 1991 gekozen als eerste president van Georgië.

### Staatsgreep

Pro-regeringsmilities tijdens de staatsgreep bij het parlement in de Roestavelilaan van Tbilisi.

De autoritaire bestuursstijl van Gamsachoerdia wakkerde de onenigheid binnen de Ronde Tafel aan. Er kwam zowel van buiten als van binnen kritiek op het wispelturige autoritaire bewind. Leden van zijn eigen regering stapten op, waaronder zijn premier Tengiz Sigoea, met name na de onduidelijke houding jegens de augustusstaatsgreep in Moskou. Er volgden in het najaar van 1991 demonstraties tegen de regering en rellen tussen opposanten en aanhangers van de regering. Op 22 december 1991 werd door een dissident deel van de Nationale Garde, geholpen door de paramilitaire Mchedrioni, een militaire staatsgreep gepleegd tegen Gamsachoerdia.
Na een beleg van twee weken van het parlement werd hij op 6 januari 1992 gedwongen het land uit te vluchten met een groot deel van zijn directe aanhang. Het parlement werd buiten werking gesteld door de Militaire Raad, de tijdelijke regering van de coupplegers Tengiz Kitovani, Dzjaba Ioseliani en Tengiz Sigoea. Leden van de Ronde Tafel vluchtten met Gamsachoerdia naar de naburige Tsjetsjeense republiek Itsjkerië en vestigden zich in Grozny in  ballingschap met Gamsachoerdia als de wetmatige president van Georgië. Ze verklaarden de militaire dictatuur illegaal en bleven de ontbonden Hoge Raad als het enige legitieme parlement van Georgië beschouwen. 

### Zviadisten in Mingrelië
De thuisregio van Gamsachoerdia, het West-Georgische Mingrelië, weigerde te gehoorzamen aan de post-coup regering van Edoeard Sjevardnadze. In augustus 1993, terwijl Georgië verwikkeld was geraakt in de oorlog in Abchazië, kwam Mingrelië bijna volledig onder controle van pro-Gamsachoerdia milities, de zogeheten Zviadisten. Zij hadden hun basis in de Mingreelse hoofdstad Zoegdidi en riepen Gamsachoerdia op om terug te keren naar Georgië, wat hij in september 1993 deed.
Het veroorzaakte onder de Georgische strijdkrachten desertie naar het kamp van Gamsachoerdia, wat de separatisten in Abchazië de gelegenheid gaf een nieuwe offensief te beginnen. De Zviadistische rebellie was eropuit om de regering in Tbilisi ten val te brengen. Dit gevecht op twee fronten bracht Georgië op de rand van de afgrond. Op 31 december 1993 werd Gamsachoerdia onder niet opgehelderde omstandigheden dood aangetroffen. Daarna verdween de Ronde Tafel jarenlang van het toneel, tot ze in 1999 nog eenmaal in een licht gewijzigde samenstelling zonder succes meedeed met de parlementsverkiezingen.

## Ideologie
De alliantie was er primair op gericht om de verkiezingen van 1990 te winnen en aan de macht te komen. Daarnaast was de primaire drijfveer van de alliantie om de onafhankelijkheid van Georgië te bewerkstelligen. Andere ideologische pijlers werden ondergeschikt gemaakt aan het belang om aan macht te komen en waren dus flexibel. Onderaan de streep had de alliantie een rechts-conservatief en pragmatisch profiel en was dit vermengd met standpunten over sociale gelijkheid, die traditioneel door linkse partijen werden uitgedragen en populair waren bij het electoraat. De alliantie was weliswaar zelfverklaard pragmatisch, in gedrag was ze intollerant op het paranoide jegens oppositie.
Een uiting van de pragmatiek was het aanpassen van de Sovjet-grondwet in plaats van deze af te schaffen en een geheel nieuwe grondwet te maken. Ook werd de economische liberalisering niet doorgezet en beleed Gamsachoerdia staatskapitalisme. De alliantie probeerde ook een brede sociale basis te vestigen, die varieerde van intellectuelen tot arbeiders met een campagne 'alles voor iedereen'. Voor de alliantie stond de traditionele orthodoxe christelijke religie centraal en was sociaal-conservatief.

### Autonomie en minderheden
De verkiezingscampagne en de politiek werden gekenmerkt door sterk nationalistische retoriek, waarbij weinig gevoeligheid werd getoond voor angsten bij nationale minderheden, waaronder de Abchaziërs, Osseten, Adzjaren, Armeniërs en Azerbeidzjanen. Een van de belangrijkste verkiezingsbeloften was het heroverwegen van de autonome status van Abchazië, Adzjarië en Zuid-Ossetië. Uiteindelijk werd alleen de autonomie van Zuid-Ossetië ingetrokken. In Abchazië en Adzjarië werden in 1991 de autonome parlementen gekozen als een bevestiging van hun autonomie.

## Nalatenschap
De overgang van de Sovjet-dictatuur naar een onafhankelijke staat onder leiding van Gamsachoerdia en de Ronde Tafel liet diepe sporen na in de prille Georgische democratie. Niet in het minst door de staatsgreep en het begin van etnische conflicten, maar ook andere factoren lieten jarenlang sporen na. De regering bleek incompetent om het staatsbestuur op zich te nemen. Gamsachoerdia en zijn ministers behandelden oude kaderleden als collaborateurs met het oude sovjetbestuur en verachtten hen. Gamsachoerdia was vooral bezig met het bestrijden van vermeende vijanden in plaats van het land te besturen.
Het gevolg was dat de economie grote schade opliep. De economische transformatie bleef achter, waardoor allerlei industrieën onder staatscontrole bleven en veel goederen onder centrale prijscontrole bleven staan. Het beleid om export zeer te beperken zorgde voor economische isolatie van Georgië, wat versterkt werd doordat Georgië in het najaar van 1991 niet meedeed met een economisch pact van voormalige sovjetlanden. Door dit beleid werd Georgië een van de armste landen van de voormalige Sovjet-Unie, met voedselrantsoenen, grootschalige corruptie, misdaad en wanorde. Het duurde tot jaren na de staatsgreep voordat Gamsachoerdia's opvolger Edoeard Sjevardnadze het land enigszins wist te stabiliseren en onderdeel te maken van de internationale gemeenschap.

## Partijen
De alliantie bestond bij haar oprichting uit de volgende zeven partijen:
- Helsinki-unie, geleid door Zviad Gamsachoerdia (Georgisch: ჰელსინკის კავშირი, Helsinkis Kavsjiri);
- Vereniging van St. Ilia de Rechtvaardige წმინდა ილია მართლის საზოგადოება, Tsminda Ilia Martlis Sazogadoëba);
- Merab Kostava Vereniging (მერაბ კოსტავას საზოგადოება, Merab Kostavas Sazogadoëba);
- Unie van Georgische Traditionalisten (ქართველ ტრადიციონალისტთა კავშირი, Kartvel Traditsionalista Kavsjiri);
- Nationaal Front - Radicale Unie (ეროვნული ფრონტი – რადიკალური კავშირი, Erovnoeli Fronti-Radikaloeri Kavsjiri);
- Liberaal-Democratische Unie (ლიბერალ-დემოკრატიული კავშირი, Erovnoel-Liberaloeri Kavsjiri);
- Nationaal-Christelijke Partij (ეროვნულ-ქრისტიანული პარტია, Erovnoel-Kristianoeli Partia).

## Verkiezingen
Een overzicht van de verkiezingsuitslagen voor de alliantie.

### Parlementsverkiezingen
Op 28 oktober 1990 werd de eerste democratische meerpartijenverkiezing gehouden in de Georgische sovjetrepubliek voor de Hoge Raad, de voormalige Opperste Sovjet. Ze won deze en kreeg een ruime meerderheid in het parlement. De alliantie boycotte de verkiezingen van 1992 en daaropvolgende jaren, maar deed mee met de verkiezingen van 1999.
| 1990                     | 1.248.111 | 54,0 | 1  | 81 | 33 | 41 | 155 / 235 | Regerend            | [ 19 ] |
| 1999                     | 5.657     | 0,27 | 11 | 0  | 0  | 0  | 0 / 235   | Buiten-parlementair | [ 20 ] |
| Bronnen: CESKO, Publika; |           |      |    |    |    |    |           |                     |        |

### Presidentsverkiezingen
In een veld van zes deelnemers won Zviad Gamsachoerdia namens de Ronde Tafel de eerste presidentsverkiezing in Georgië.
| 1991                     | Zviad Gamsachoerdia | Ronde Tafel | 2.565.362 | 6,5 | 1e | [ 24 ] |
| Bronnen: CESKO, Publika; |                     |             |           |     |    |        |

### Hoge Raad van Adzjarië
Een maand na de presidentsverkiezingen werden op 23 juni 1991 de eerste verkiezingen gehouden voor de Hoge Raad van de autonome republiek Adzjarië. De Ronde Tafel deed hier ook mee en werd in de regio geleid door Aslan Abasjidze. Hij was op dat moment de waarnemend leider van de republiek. De Ronde Tafel won 47,5 procent van de stemmen en kreeg daarmee 21 van de veertig evenredig te verdelen zetels. De verkiezingen voor de veertig enkelvoudige kiesdistricten werden nooit afgerond. Abasjidze gebruikte het machtsvacuüm na de staatsgreep aan het einde van dat jaar om zijn machtsbasis in Adzjarië uit te breiden en er een regionale dictatuur te stichten via zijn Unie voor Democratische Wedergeboorte.

### Hoge Raad van Abchazië
In de autonome republiek Abchazië werden op 29 september 1991 verkiezingen voor de regionale Hoge Raad georganiseerd. De zetels werden verdeeld via een etnische verdeelsleutel. De Abchaziërs, die 18 procent van de bevolking in Abchazië vormden, kregen 28 van de 65 zetels. De Georgiërs, 45 procent van de bevolking, kregen er 26. De overige elf waren voor de andere etniciteiten, met name Armeniërs en Russen. De Ronde Tafel had hier naast de onafhankelijken de meeste kandidaten voor de verkiezingen.